# Dezső Ervin

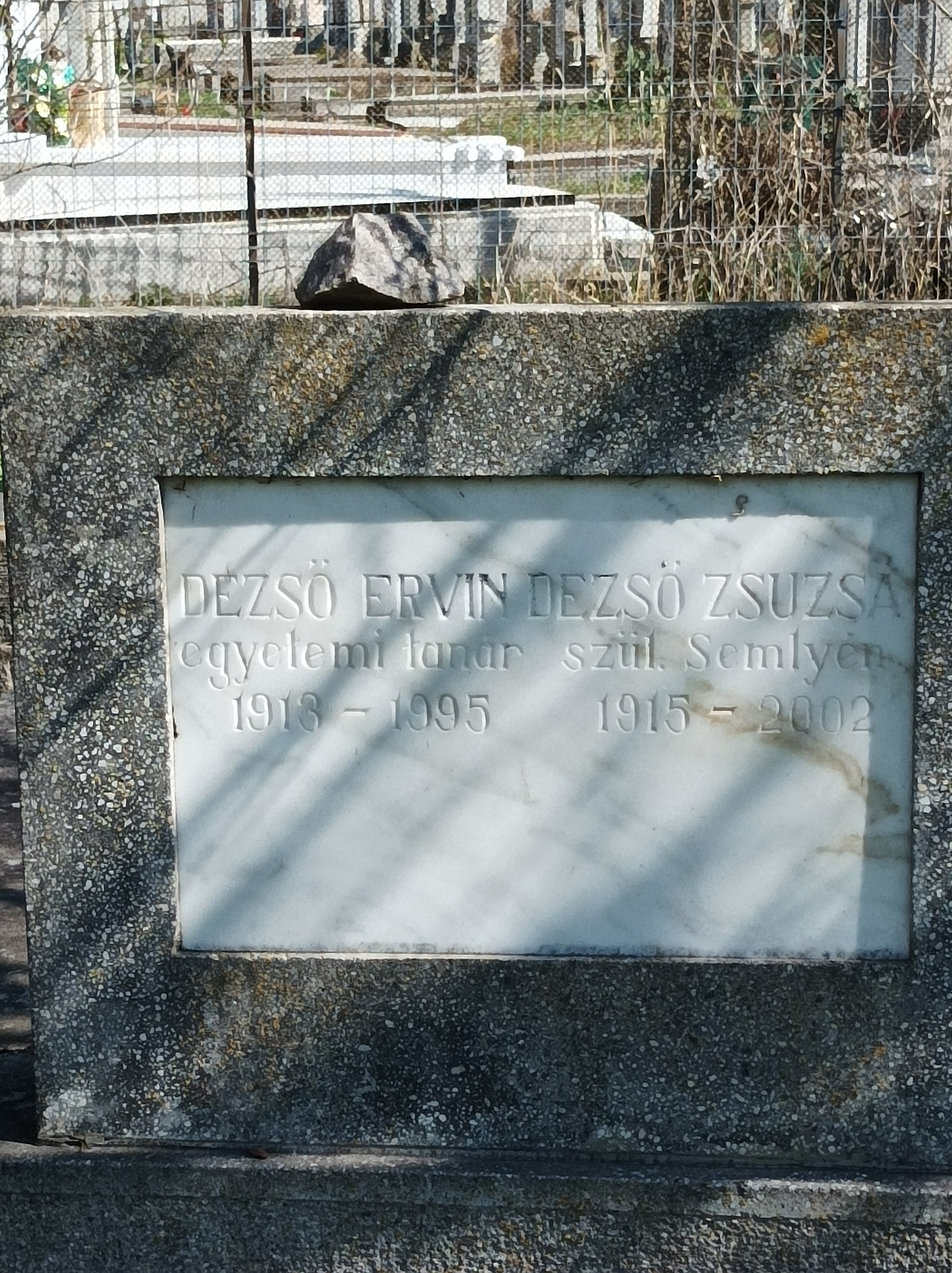
Sírja a kolozsvári Sólyom utcai zsidó temetőben

Dezső Ervin (Pozsony, 1913. március 15. – Kolozsvár, 1995. szeptember 15.) magyar fizikus, Dezső Gábor matematikus apja.

## Életpályája
Magyarországi középiskolai és műegyetemi tanulmányai után geodéta mérnök (1939–41), majd a budapesti műegyetem fizikai intézetében tanársegéd (1941–45). A második világháború után Kolozsvárt telepedett le, előbb a cipőgyár tervező mérnökeként működött, majd 1948-tól egyetemi tanár a Bolyai, ill. Babeș–Bolyai Tudományegyetemen nyugalomba vonulásáig (1978).
Goldberger Andrással és Felszeghy Ödönnel együtt lefordította románról magyarra R. Zwiebel és S. Abramovici A beton (1956) című elméleti és gyakorlati útmutatóját. Tudományos tájékoztató és műszaki cikkek szerzője. 1954-től 1964-ig a Matematikai és Fizikai Lapok egyik szerkesztője. Fizikai írásait szaklapok közölték, így jelentősebb tanulmányát a fémek belső fényelektromos effektusáról a Fizikai Szemle (Budapest, 1978/7).

## Kötetei
- Több fényt! (Ifjúsági Könyvkiadó, Bukarest, 1963; román nyelven 1968);
- Két emberpár, négy tudós, három Nobel-díj (Téka sorozat – Kriterion Kiadó, Bukarest, 1970);
- A lézersugár (Antenna sorozat, Dacia Kiadó, Kolozsvár, 1972);
- Mozgás, erő, energia (Antenna sorozat, Dacia Kiadó, Kolozsvár, 1980).